# Topkıran, Keban
Topkıran là một xã thuộc huyện Keban, tỉnh Elâzığ, Thổ Nhĩ Kỳ. Dân số thời điểm năm 2011 là 66 người.